# Waleri Iwanowitsch Nitschuschkin
Waleri Iwanowitsch Nitschuschkin (russisch Валерий Иванович Ничушкин; englische Transkription: Valeri Ivanovich Nichushkin; * 4. März 1995 in Tscheljabinsk) ist ein russischer Eishockeyspieler, der seit August 2019 bei der Colorado Avalanche in der National Hockey League unter Vertrag steht. Mit dem Team gewann der rechte Flügelstürmer in den Playoffs 2022 den Stanley Cup.

## Karriere
Waleri Nitschuschkin wurde in der russischen Stadt Tscheljabinsk am Ural geboren und begann seine Karriere bei der dortigen Juniorenmannschaft Belyje Medwedi Tscheljabinsk in der Molodjoschnaja Chokkeinaja Liga, der höchsten russischen Juniorenliga. In seiner Debütsaison 2011/12 stand der 16-Jährige in 38 Spielen für die Mannschaft auf dem Eis. Im KHL Junior Draft 2012 wurde Nitschuschkin daraufhin vom HK Traktor Tscheljabinsk in der ersten Runde an elfter Position ausgewählt.
In der folgenden Spielzeit spielte Nitschuschkin zunächst parallel für sein Juniorenteam und den HK Tschelmet Tscheljabinsk, das Farmteam des HK Traktor Tscheljabinsk in der Wysschaja Hockey-Liga. Im November 2012 wurde er erstmals in den KHL-Kader des Traktor berufen und gab sein Debüt im Spiel gegen Barys Astana. In der regulären Saison kam er schließlich zu 18 Einsätzen und erzielte dabei sechs Scorerpunkte. Nachdem er bereits im Januar, Februar und März 2013 dreimal in Folge zum KHL-Rookie des Monats gewählt wurde, erhielt er auch den Alexei-Tscherepanow-Award als bester Rookie der gesamten Saison. In den Play-offs entwickelte sich Nitschuschkin zu einem der wichtigsten Spieler der Mannschaft und erreichte mit der Mannschaft das Finale um den Gagarin-Pokal. In 25 Spielen erzielte er dabei sechs Tore und insgesamt neun Punkte.
Am 1. Mai 2013 wurde Nitschuschkin zum HK Dynamo Moskau transferiert und besaß einen KHL-Vertrag bis 2015. Im NHL Entry Draft 2013 galt Nitschuschkin als eines der hoffnungsvollsten Talente. Beim NHL Scouting Combine Ende Mai 2013 gab Nitschuschkin bekannt, seinen Vertrag mit Dynamo Moskau gekündigt zu haben und in der Saison 2013/14 in der National Hockey League spielen zu wollen. Beim NHL Entry Draft 2013 wurde er an zehnter Stelle von den Dallas Stars ausgewählt, bei denen er im Juli 2013 einen dreijährigen Einstiegsvertrag unterzeichnete.
Dort etablierte er sich prompt und kam in seiner ersten Saison auf 79 Einsätze, in denen er 34 Scorerpunkte beisteuerte. Den Großteil der folgenden Spielzeit verpasst der Russe allerdings aufgrund einer Hüftverletzung, die eine Operation erforderte. Im September 2016 wechselte er schließlich zurück nach Russland. Dort war er zwei Jahre beim HK ZSKA Moskau aktiv, bevor er im Juli 2018 zu den Dallas Stars zurückkehrte und dort einen Zweijahresvertrag unterzeichnete. Bereits nach einem Jahr jedoch entschlossen sich die Stars, ihm das zweite Vertragsjahr im Juni 2019 vorzeitig auszubezahlen (buy-out). In der Folge schloss sich der Russe im August 2019 als Free Agent der Colorado Avalanche an. In den Playoffs 2022 errang er mit dem Team den Stanley Cup, nachdem er seine persönliche Statistik in der Hauptrunde deutlich auf 52 Punkte in 62 Partien gesteigert hatte.
Im Januar 2024 wurde Nitschuschkin in das „Player Assistance Program“ der NHLPA aufgenommen, das in erster Linie bei Problemen mit mentaler Gesundheit und Substanzkonsum tätig wird, und fehlte dem Team etwa zwei Monate. Während der Playoffs 2024, als der Russe mit aktuell neun Treffern in acht Partien in starker Form war, wurde jedoch ein Verstoß gegen die Statuten des Programms bekannt. Dies hatte einen Wiedereintritt in das Programm zur Folge, ebenso wie den Übergang in eine neue Behandlungsstufe („Stage 3“) und eine damit verbundene, sofortige Suspendierung vom Spielbetrieb für sechs Monate.

### International
Waleri Nitschuschkin vertrat sein Heimatland erstmals 2012 bei der World U-17 Hockey Challenge, bei der er in fünf Spielen sechs Scorerpunkte erzielte. Im selben Jahr stand er auch bei der U18-Junioren-Weltmeisterschaft im Kader der russischen Mannschaft und erreichte mit dieser den fünften Platz. Auch bei der folgenden U18-Junioren-Weltmeisterschaft 2013 war Nitschuschkin Teil der russischen Mannschaft und erzielte in sieben Spielen vier Tore und drei Assists. Nach einer Niederlage gegen Finnland im Spiel um Bronze verpasste die Mannschaft allerdings erneut die Medaillenränge.
Im Januar 2013 wurde Nitschuschkin erstmals in die russische U20-Auswahl berufen und nahm mit dieser an der Junioren-Weltmeisterschaft 2013 im eigenen Land teil. Im Spiel um Platz drei gegen Kanada erzielte er schließlich in der Verlängerung den entscheidenden Treffer zum Gewinn der Bronzemedaille.

## Erfolge und Auszeichnungen
- 2013 KHL-Rookie des Monats Januar
- 2013 KHL-Rookie des Monats Februar
- 2013 KHL-Rookie des Monats März
- 2013 Alexei-Tscherepanow-Award (bester Rookie der KHL-Saison)
- 2022 Stanley-Cup-Gewinn mit der Colorado Avalanche

### International
- 2013 Bronzemedaille bei der U20-Junioren-Weltmeisterschaft
- 2017 Bronzemedaille bei der Weltmeisterschaft

## Karrierestatistik
Stand: Ende der Saison 2024/25

### International
Vertrat Russland bei:
| - World U-17 Hockey Challenge 2012 - U18-Junioren-Weltmeisterschaft 2012 - U20-Junioren-Weltmeisterschaft 2013 | - U18-Junioren-Weltmeisterschaft 2013 - Olympischen Winterspielen 2014 |

(Legende zur Spielerstatistik: Sp oder GP = absolvierte Spiele; T oder G = erzielte Tore; V oder A = erzielte Assists; Pkt oder Pts = erzielte Scorerpunkte; SM oder PIM = erhaltene Strafminuten; +/− = Plus/Minus-Bilanz; PP = erzielte Überzahltore; SH = erzielte Unterzahltore; GW = erzielte Siegtore; 1 Play-downs/Relegation; Kursiv: Statistik nicht vollständig)